# Brunnen (Love Street)

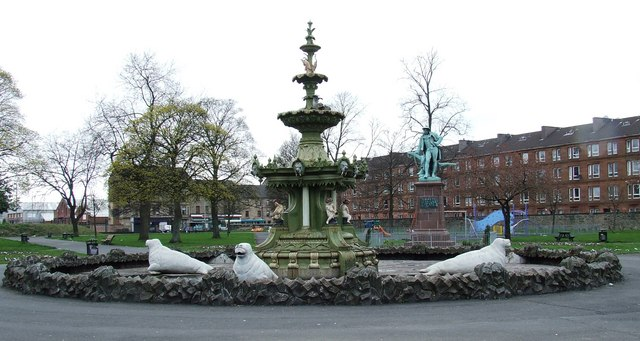
Brunnen in der Love Street

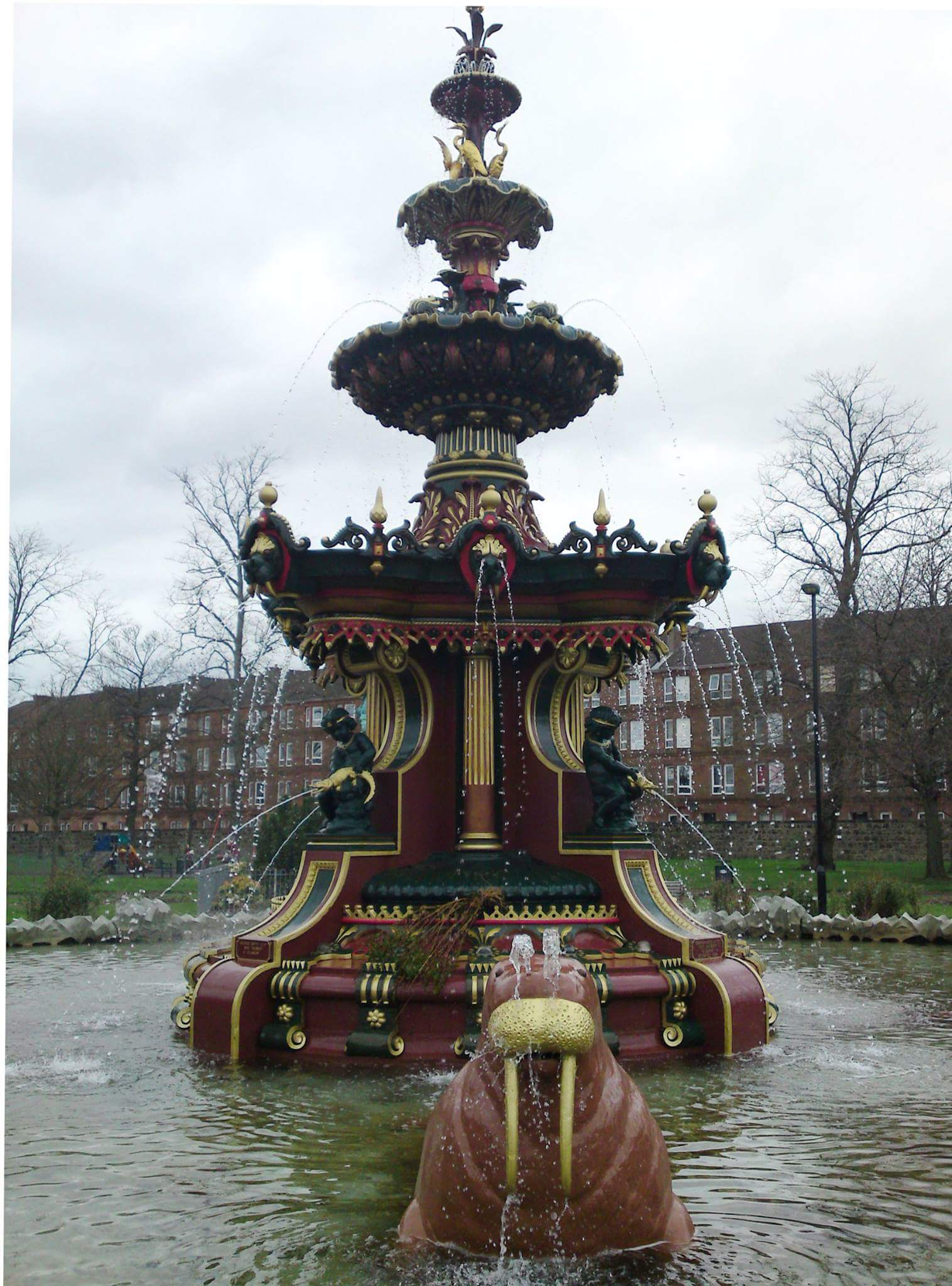
Nahansicht

Der Brunnen in der Love Street ist ein Brunnen in der schottischen Stadt Paisley in der Council Area Renfrewshire. 1980 wurde das Bauwerk in die schottischen Denkmallisten zunächst in der Kategorie B aufgenommen. Die Hochstufung in die höchste Kategorie A erfolgte 2006.

## Geschichte
Die Parkanlage, in der sich der Brunnen bis heute befindet, lag gegen Mitte des 19. Jahrhunderts verwahrlost. Thomas Coats erwarb das Landstück und ließ den Park herrichten. Neben dem zentralen Brunnen ließ Coats auch gusseiserne Laterne und Bänke aufstellen und verzierte Zäune installieren. Der Brunnen gehört heute zu den wenigen erhaltenen Stücken dieser Arbeiten. Anschließend übergab Coats den Park in die Obhut der Stadt Paisley und spendete weitere 5000 £ zu dessen Erhaltung. Die Baukosten für den Brunnen betrugen 15.000 £.
2008 wurde der Brunnen in das Register gefährdeter denkmalgeschützter Bauwerke in Schottland aufgenommen. Zuletzt 2012 wurde der Zustand des Bauwerks als schlecht, jedoch bei geringer Gefährdung beschrieben. Im selben Jahr stellte Historic Scotland rund 168.000 £ zur Restaurierung zur Verfügung. Die Gesamtkosten werden jedoch auf 660.000 £ geschätzt. Weitere Gelder wurden in den folgenden Jahren durch den Heritage Lottery Fund, Historic Scotland und die Unitary Authority Renfrewshire bereitgestellt. Die Restaurierungsarbeiten wurden im August 2013 begonnen.